# Tân Tiến (Đồng Nai)
Tân Tiến is een phường van Biên Hòa, de hoofdstad van de provincie Đồng Nai.